# Kaznów (województwo lubelskie)
Kaznów – wieś w Polsce położona w województwie lubelskim, w powiecie lubartowskim, w gminie Ostrów Lubelski. Leży przy drodze wojewódzkiej nr  .
W drugiej połowie XVI wieku ta wieś szlachecka położona była w powiecie lubelskim województwa lubelskiego. W latach 1975–1998 miejscowość administracyjnie należała do ówczesnego województwa lubelskiego. Wieś Kaznów położona w zachodniej części gminy Ostrów Lubelski, powstała na lewym brzegu rzeki Tyśmienicy. Teren ten jest znacznie bardziej wzniesiony niż prawostronne brzegi rzeki. W zachodniej części wsi znajduje się najwyższy punkt gminy: 180,9 m n.p.m. Przepływająca przez Kaznów rzeka Piskornica to lewy dopływ Tyśmienicy. Obszary leśne leżące w bezpośrednim sąsiedztwie miejscowości to relikty puszczy, która przed wiekami zalegała ten teren. W lasach obecnie obok sosny i brzozy, tak samo jak przed wiekami, można spotkać dęby (niektóre z nich są dziś pomnikami przyrody), świerki i brzozę czarną.
Wieś stanowi sołectwo gminy Ostrów Lubelski. Według Narodowego Spisu Powszechnego Ludności i Mieszkań (III 2011 roku) wieś miała 281 mieszkańców.

## Historia
O szlacheckiej osadzie Kaznów, pisanej też Casznow, Kasznow, Casnow źródła wzmiankują po raz pierwszy w 1441 roku, kiedy to jeden z właścicieli Adam Kaznowski sprzedał 1/5 swojej części w Kaznowie braciom Przedborowi i Wojciechowi za 30 grzywien. Obok Adama Kaznowskiego zapisy źródłowe wymieniają jeszcze Wojciecha i Jana Kaznowskich oraz Wielobora z Kaznowa. Kolejna informacja w źródłach pochodzi z roku 1442 kiedy to za pozwoleniem biskupa krakowskiego Zbigniewa Oleśnickiego erygowano w Ostrowie parafię, a do jej fundacji przyczynili się dziedzice z Kaznowa: Jaszczołd, Wielobor i Przedbor oddając dziesiątą część zbiorów zbóż (dziesięcinę snopową) ze swoich włości na potrzeby powstającej parafii.
13 sierpnia 1920 roku, w czasie wojny z bolszewikami, w walce o Kaznów poległo sześciu żołnierzy 5 Pułku Piechoty Legionów, a wśród nich podchorążowie Antoni Szylar i Władysław Grzybowski, odznaczeni pośmiertnie Krzyżem Srebrnym Orderu Virtuti Militari.